# Франковский район (Львов)

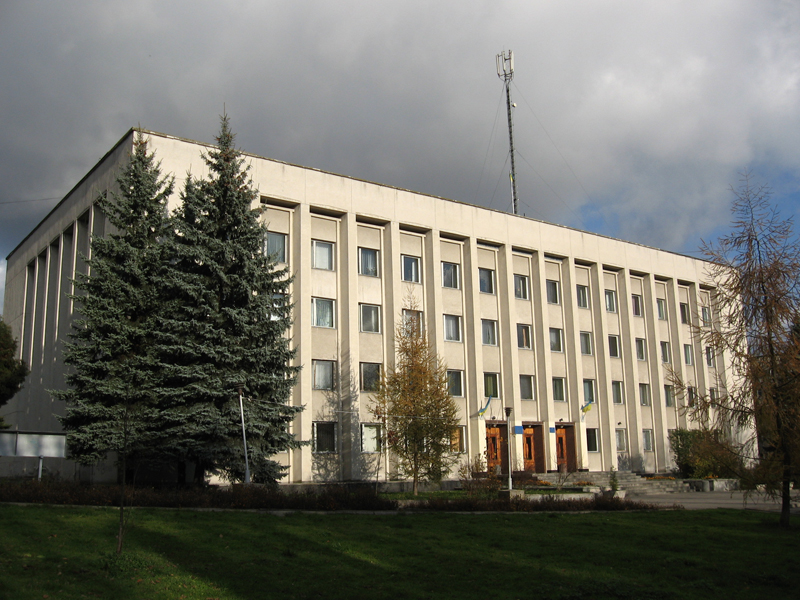
Здание Франковской районной администрации Львовского городского совета

Франко́вский райо́н (укр. Франківський район)— один из районов Львовской общины, который охватывает территорию центральной и южной части города Львова: местности Новый Свет, Боднаровка (частично), Кульпарков и другие. Постоянное население на 1 января 2021 года — 156 284 человек.
Образован 15 апреля 1973 года как Советский (укр. Радянский) район; нынешнее название получил в 1990-е годы.
Крупнейшие улицы: Бандеры, Героев УПА, Кульпарковская, Антоновича, Чупринки, Коновальца, Научная, Владимира Великого, Стрыйская, Княгини Ольги.
На территории района расположены часть учебных корпусов и общежитий Львовской политехники, Национальный лесотехнический университет Украины, ряда других высших учебных заведений.
На территории района находится ряд парков: Студенческий парк, Ореховый гай, парк «Боднаровка».
Адрес районной государственной администрации: г. Львов, ул. Чупринки, 85, 79052.

## Промышленность
Крупнейшие предприятия:
- Львовский камнеобрабатывающий завод (улица Стрыйская, 108).
- НПП «Карат» (ул. Стрыйская, 202).
- ГП «Львовприбор» (ул. Стрыйская, 48) — одно из немногих государственных предприятий в городе. Предприятие было основано в 1945 году, является главным производителем на Украине приборов контроля, автоматического регулирования, измерения и регистрации различных физических величин. Предприятие занимает площадь 5,46 га, из них здания 3,6 гектара, общая численность работников — 1600 человек.
- НПО АОЗТ «Термоприбор» (ул. Научная, 3). Предприятие было создано в 1956 году, это было первое предприятие в СССР, которое фактически с нуля создало и развивало школу отечественной промышленной термометрии. Во времена независимости Украины предприятие продолжило выпуск промышленных термометров, кроме того начало выпуск приборов учета тепла, измерения и регулирования влажности воздуха.
- Львовский ювелирный завод.

Кроме того, такие в прошлом крупнейшие предприятия Львова как ОАО «Львовсельмаш» и «Кинескоп» фактически прекратили существование.